# Codex Campianus
Codex Cyprius designado M ou 021 (Gregory-Aland), ε 72 (von Soden), é um manuscrito uncial grego dos quatro evangelhos, datado pela paleografia para o século 9.

## Descoberta
Contem 257 fólios dos quatro Evangelhos (22 x 16.3 cm). Escrito em uma coluna por página, em 24 linhas por página.
Ele contém "Epistula ad Carpianum", mesas Eusebian, Seções Amonianas, Cânones de Eusébio, sinaxário e o Menologion.

## Texto
O texto grego desse codex é um representante do Texto-tipo Bizantino. Aland colocou-o entre a Categoria V.
Ele contém o Perícopa da Adúltera.
O manuscrito foi chamado Campianus depois François de Campos (1643-1723), quem o deu a Louis XIV em 1707.
Actualmente acha-se no Biblioteca Nacional da França (Gr. 48).

## Literatura
- Bernard de Montfaucon, "Palaeographia Graeca" (Paris, 1708), p. 260.
- Russell Champlin, "Family E and its Allies in Matthew", S & D XXVIII (Salt Lake City, 1967), pp. 163–169.